# Eremisca multis
Eremisca multis är en tvåvingeart som beskrevs av Pavel Lehr 1987. Eremisca multis ingår i släktet Eremisca och familjen rovflugor.
Artens utbredningsområde är Turkmenistan. Inga underarter finns listade i Catalogue of Life.